# Komoran
Komoran odnosno Kuomaran (mađ. Komárom) je pogranični podunavski grad na sjeveru zapadne polovine Mađarske.

## Povijest
U povijesti se ovdje nalazilo naselje koje su mađarski izvori nazivali Újszőny, a bilo je predgrađem Komarnog, koje se nalazilo na lijevoj dunavskoj obali. God. 1892., spojeni su mostom preko Dunava, a 1896. je postalo dijelom mjesta Komarnog. Utvrdbeni sustav Komárno – Komoran čini sustav utvrda koje je izgradila Austrija poslije revolucije u Mađarskoj, a koje su uklopljene stare utvrde koje nikada nisu bile osvojene još od 16. st. Krajem 1918., osamostaljenjem Slovačke od Kraljevine Ugarske (21. studenoga - 21. prosinca 1918.), grad je podijeljen na dva dijela koje dijeli rijeka Dunav. Hrvati u Mađarskoj mađarski dio zovu Komoran i Kuomaran. Mađari slovački grad Komárno zovu Észak-Komárom (Sjeverno Komarno), dok mađarski grad zovu Öreg-Komárom, Rév Komárom (Staro Komarno).

## Upravna organizacija
Upravno je sjedište Komoransko-ostrogonske županije. Poštanski je broj 2900, neka naselja koja mu pripadaju broja su 2921 i 2903. U Komoranu djeluju romska, njemačka i ukrajinska manjinska samouprava.
Konačno je upravno odijeljen od slovačkog dijela 1921. godine. Tad je na mađarskom nosio ime Komarnski Novi Grad (mađ. Komáromújváros), koje je 1923. promijenio u Komárom. 1977. mu je godine pripojeno naselje Szony.

## Stanovništvo
U Komoranu je prema popisu 2001. živjelo 19.808 Komoranaca i Komorankinja (Komoranka), većinom Mađara, nešto Nijemaca, Slovaka, Roma i Ukrajinaca.

## Gradovi partneri
- Komárno, Slovačka
- Lieto, Finska
- Naumburg, Njemačka
- Juddendorf-Strassengel, Austrija
- Sebeş, Rumunjska
- Sosnowiec, Poljska

## Vanjske poveznice
- Službene stranice